# InSight Crime
InSight Crime és un laboratori d'idees sense ànim de lucre especialitzat en el crim organitzat a l'Amèrica Llatina i el Carib. L'organització té oficines a Washington DC i Medellín (Colòmbia).
InSight Crime rep finançament del Departament d'Estat dels Estats Units d'Amèrica, de l'Agència Sueca de Cooperació Internacional per al Desenvolupament i de l'Open Society Foundations. També ha treballat amb el Centre d'Estudis Llatinoamericans i Llatins de l'American University i amb el grup de reflexió colombià Fundación Ideas para la Paz.

## Història
InSight Crime va ser fundada per Jeremy McDermott i Steven Dudley, un periodista que anteriorment va treballar per a la National Public Radio, The Washington Post i el Miami Herald l'abril de 2010 amb el suport de la Fundación Ideas para la Paz (FIP) de Bogotà i amb el suport financer de l'Open Society Foundations. A l'agost de 2010, el Centre d'Estudis Llatinoamericans i Llatins de l'American University es va convertir en patrocinador.
Es va crear amb el propòsit de crear una plataforma en línia que «connecti les peces, els actors i les organitzacions» implicades en la delinqüència llatinoamericana i estableixi «iniciatives dissenyades per aturar-les».
InSight Crime va presentar el seu lloc web el desembre de 2010 amb notícies sobre crim organitzat i perfils d'organitzacions de narcotràfic i personalitats criminals a Colòmbia i Mèxic. El lloc web pretén oferir un «recurs d'informació i una eina de treball en xarxa per a estudiants, acadèmics, analistes, investigadors, responsables polítics, periodistes, treballadors no governamentals, funcionaris i empreses per aconseguir la informació que necessiten per abordar els problemes que el crim organitzat genera l'Amèrica Llatina i el Carib».
A més de publicar informació al seu lloc web, InSight Crime també duu a terme investigacions a tot l'Amèrica Llatina per a entitats privades i governamentals.